# Vaccinium exaristatum
Vaccinium exaristatum là một loài thực vật có hoa trong họ Thạch nam. Loài này được Kurz miêu tả khoa học đầu tiên năm 1873.